# 王思华
王思华（1904年—1978年7月23日），曾用名王慎明、王右铭，河北省乐亭县人。中华人民共和国经济学家、国家统计局局长。

## 生平
王思华早年入天津南开大学，后转入北平大学经济系读书。1926年至1930年，留学法国里昂大学和英国伦敦政治经济学院，早年接受马列主义思想，翻译《资本论》，参加反帝大同盟活动。1930年回国后，担任北京大学、中法大学教授，在中共地下党的领导下，参加中国左翼教育工作者联盟（左翼教联）。
1937年抗战爆发后赴延安，1938年加入中国共产党。后历任中共中央党校和马列学院教员，中国经济研究社社长，军委总政治部研究室主任、西北财办计委副主任。
抗战胜利后赴东北，先后任辽西行署、辽北省政府秘书长兼民政厅长。1947年任黑龙江省人民政府秘书长，后升任东北行政委员会财经委员会常委兼东北统计局长。
1955年9月至1961年6月，任国家统计局副局长。1961年6月至1969年12月，任国家统计局局长。王思华是第三届全国人大代表、第五届全国政协委员。
1978年7月23日，王思华在北京病逝，享年74岁。

## 家人
- 夫人李润诗：字钟雅。1906年生于北京。1929年从北平大学医学院内科毕业，留学东京帝国大学研究院，导师稻田龙吉，专门攻读内科、细菌科专业。1931年归国后开办“李钟雅内科诊所”。1934年与王思华结婚。1937年10月携3个孩子，从北平出发，在天津乘船至香港，再乘火车途经长沙、武汉、郑州至西安，于1938年1月至延安。历任中央党校校医，华北医院小儿科主任，中央办公厅医务主任。1940年，又转到延安白求恩国际和平医院任小儿科主任，并兼任中国医科大学小儿科教员。中共中央办公厅医疗保健市主任。1944年整风运动的后期，经黄树则和李亭植介绍加入了中国共产党。1945年抗战胜利后赴东北，任西满军区后方医院院长兼政委、齐齐哈尔陆军医院院长、1946年白城、洮南一带暴发鼠疫，被派到白城，任辽吉卫生学校校长、辽吉省防疫委员会秘书长，在辽吉军区卫生技术厂研制鼠疫防疫疫苗，积劳成疾于1946年11月28日因突发高血压并发脑溢血殉职[8]。安葬在白城市革命烈士陵园。白城市革命烈士纪念馆陈列其事迹。
- 长子王瑞平
- 长女王萍
- 次子王壮
- 三子王潼：1937年9月出生。国家信息中心副主任。